# Orgue de tribune de l'abbatiale de Saint-Riquier
L'orgue de tribune de l'abbatiale de Saint-Riquier est un orgue situé sur le mur ouest de la nef à l'intérieur de l'abbatiale de Saint-Riquier à l'ouest du département de la Somme. 
Construit au XVIIe siècle, l'orgue fut installé à Saint-Riquier  au XVIIIe siècle, l'instrument fut restauré et modifié au XIXe siècle.

## Histoire

### Origine de l'orgue duXVIIIesiècle
La chronique de Dom Victor Cotron mentionne l'acquisition, sous l'abbatiat de Thibault de Bayencourt, au XVIe siècle, d'un orgue  qui aurait été construit soit par Antoine Mors, d'Anvers, ou par Binet de Biberel ou par Jehan Fermant, tous actifs dans la région à cette époque. Cet instrument fut détruit dans l'incendie du 14 septembre 1554.
L'orgue de tribune actuel de l'abbatiale a été installé en 1731, il provient de l'abbaye des Prémontrés de Chartreuve (Aisne). Les travaux de transfert et d'installation à Saint-Riquier furent confiés au facteur Louis Labour qui effectua des travaux sur l'orgue en 1748. 
Le buffet, en chêne massif, de couleur claire (verni, chêne, clair), de style pré-romantique, date du XVIIe – XVIIIe siècle, le corps central avec ses trois tourelles, ainsi que le positif sont de style Louis XIV. Les ailes concaves semblent avoir été ajoutées en 1730-1731.

### Restauration duXIXesiècle
Un premier relevage fut exécuté par les basiliens de l'abbaye de Valloires, en 1824. Des réparations furent effectuées en 1835 et 1836. Un relevage complet de l'orgue par les frères basiliens fut réalisé en 1854.
À la fin du XIXe siècle, Salomon van Bever, facteur d'orgues amiénois, effectua des modifications.

### L'orgue auxXXeetXXIesiècles
Antoine Séquiès de Lille, en 1925, mit l'orgue au « ton moderne » par pavillonnage des tuyaux. En 1959, les travaux de relevage furent confiés à la manufacture d'orgues Roethinger de Strasbourg. 
L'instrument a été classé, monument historique, le 20 juin 1949, le buffet d'orgue a été classé, quant à lui, le 9 mai 1981.
De 2001 à 2005, le facteur d'orgue de Troyes, Laurent Plet, exécuta une restauration permettant un retour à l'état, d'origine, de 1852 pour la registration.

## Composition de l'orgue
L'instrument comporte 30 jeux répartis sur trois claviers et un pédalier de 25 notes.
La console en fenêtre avec un clavier de 54 notes pour le positif et le grand-orgue et 42 notes pour le récit. 
Tirants de sections rondes avec porcelaines.
Expression par pédale à cuillère. 
La transmission est mécanique tant pour les jeux que pour les notes. La soufflerie à moteur alimente un réservoir à deux plis.
L'essentiel des tuyaux date du XVIIe siècle (tout le positif sauf le cromorne et 5 jeux au grand orgue), une autre partie date du XIXe siècle sauf le plein-jeu du début du XXIe siècle, la clarinette et les flûtes de pédale de Salomon van Bever ont été modifiées par Laurent Plet. 
| I. Positif de dos | II. Grand-Orgue | III. Récit expressif                                              | IV. Pédale                                  |
| --- | --- | ----------------------------------------------------------------- | ------------------------------------------- |
| Bourdon 8' Prestant 4' Nazard 2'2/3 Doublette 2 Tierce 1'3/5 Larigot 1'1/3 Cornet 3 rangs Cymbale 4 rangs Cromorne 8' | Bourdon 16' Montre 8' Bourdon 8' Prestant 4' Flûte 4' Nazard 2'2/3 Doublette 2' Cornet 5 rangs Plein-jeu 5 rangs Trompette 8' Clairon 4' Clarinette 8' | Bourdon 8' Prestant 4' Cornet V Hautbois 8' (F2) Voix-humaine 16' | Flûte 12' Flûte 6' Trompette 12' Clairon 6' |